# Афера „Стависки“
Аферата Стависки е финансов скандал избухнал в самото начало на 1934 г. във Франция, следствие от машинациите на руския емигрант от еврейски произход Александър Стависки. Скандалът има политически последици за френската Радикална партия, заемаща лявоцентристки позиции.
Скандалът избухва след убийството на Александър Стависки (Серж Александър Стависки), посредник при пласирането на общински облигации без покритие на Байон на фондовата борса, на стойност стотици милиони франкове. Облигациите са обезпечени с несъществуващи изумруди на Германската империя и са закупени основно от застрахователни дружества. Преди емитирането им Стависки „съветвал“ министрите на колониите и търговията, а сетне и кмета на Байон като титулярен съветник, като фактите по разследване убийството на Стависки сочат, че той е бил основната посредническа фигура при аферата.
Световната икономическа криза през 1932/33 г. след Голямата депресия от 1929 г. има опустошително действие върху икономиката на Франция. Разстроеният стопански живот на страната прераства в почти перманентна политическа криза. Сътресенията в страната между 1932 г. и събитията по аферата Стависки от февруари 1934 г. се изразяват в това, че пет френски премиери последователно са принудени да подадат оставка вследствие на социално-икономическите събития.
Аферата Стависки окончателно срива доверието в лявоцентриските партии, от което се възползва десницата и след една улична демонстрация на 6 февруари 1934 г., завършила с кръвопролитие, последното в серията от левоцентристки правителства на Франция начело с Едуар Даладие подава оставка.

## Последици
Самоубийството или убийството на Стависки (намерен мъртъв в една вила) засяга голяма част от френския политически елит, и в частност този на Париж. Съдебният процес за смъртта на Стависки се води срещу 20 души и стартира през 1935 г. Сред обвиняемите са вдовицата на Стависки и двама леви депутати, но всички са оправдани през 1936 г., като произходът на богатството на Стависки така и не се изяснява в хода на делото.
След аферата позициите на левицата във Франция отслабват, а аферата има общоевропейски отзвук. На власт във Франция идват десноцентриски партии в унисон с общоевропейската тенденция — начело на съседните Италия и Германия са съответно Мусолини и Хитлер. След тази афера общественото мнение в страната, както и народът, остават дълбоко разделени до края на десетилетието, т.е. до битката за Франция. Моралната катастрофа за левите сили във Франция след аферата е пълна.
В популярната култура, аферата Стависки е възпроизведена от френския режисьор Ален Рене, който пресъздава аферата във филма Стависки. Главната роля е поверена на Жан-Пол Белмондо, а на съпругата му Арлет — на Анни Дюпре.